# Spitzberg
Spitzberg lub Oberoderwitzer Spitzberg, Oderwitzer Spitzberg (510 m n.p.m.) –najwyższy szczyt na Pogórzu Wschodniołużyckim w Sudetach Zachodnich, w południowo-wschodniej części Niemiec w Saksonii.

## Położenie
Wzniesienie położone, na Pogórzu Wschodniołużyckim, około 1,8 km na zachód od centrum miejscowości Oderwitz i 1,5  km na południe od miejscowości Oberoderwitz. Wzniesienie ze wszystkich stron otoczone jest przez miejscowości: po wschodniej stronie położone jest Ordewitz, po południowej stronie Spitzkunnersdorf, po zachodniej Leutersdorf i Neueibau, a po północnej stronie leżą   miejscowości Oberordewitz i Eiubau.

## Fizjografia

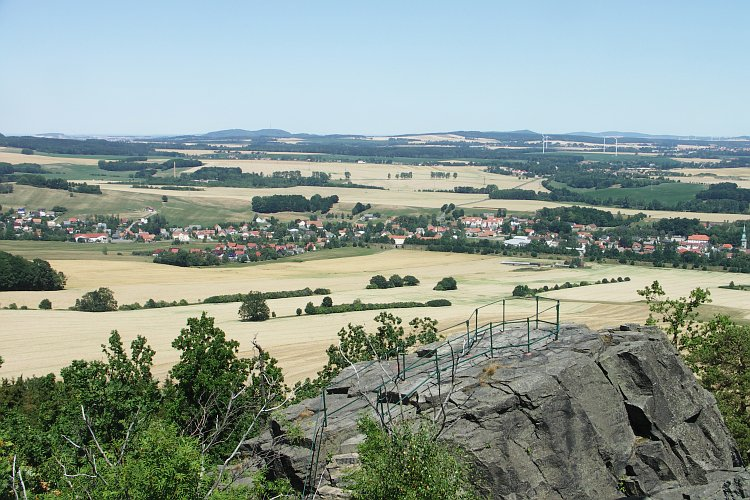
Platforma widokowa na szczytowj skale Spitzbergu

Spitzberg jest dawną kopułą wulkaniczną i jest jednym z najbardziej charakterystycznych stożków pochodzenia wulkanicznego w Łużycach Górnych o typowej formie regularnego stożka powulkanicznego. Wierzchołek wieńczy pięć bazaltowych skał, zastygłych w kominie wulkanu. Wzniesienie o dobrze wykształconym skalistym szczycie, wyrastającym kilka metrów ponad niewielką wierzchowinę z wyraźnie podkreślonymi dość stromo opadającymi do dolin rzecznych regularnymi zboczami. Zbocza górnej partii wzniesienia wyraźnie odróżniają się od środkowych i dolnych zboczy. Po zachodniej stronie od szczytu leży niewielki płaskowyż, na którym w 1891 r. na miejscu szałasów zbudowano schronisko Spitzbergbaude
. Na dwóch skałach szczytowych zlokalizowano ciekawe platformy widokowe, na wierzchołku wyższej skały znajduje się okrągły kamienny obelisk, który jest punktem osnowy geodezyjnej drugiego rzędu Królewskiej Saksońskiej Sieci Triangulacyjnej. Północne zbocze poniżej skały szczytowej, pasem grzbietowym opada w stronę niewielkiego siodła, przechodząc w południowe zbocze niższego o 72 m. bliźniaczego wzniesienia Stumpfeberg. Południowo-zachodnie zbocze łagodnie opada do siodła i przechodzi w północne zbocze niższego wzniesienia (Hofeberg 413m n.p.m.). Zachodnie zbocze dość stromo opada w stronę miejscowości Sorge (Leutersdorf) do doliny rzeki (Spitzkunnersdorfer) położonej ponad sto metrów poniżej szczytu. Wschodnie zbocze nieco łagodniej opada w stronę doliny rzeki( Landwasser (Mandau) położonej około 200 m poniżej szczytu. Po wschodniej stronie wzniesienia na skałach odnaleźć można dwie via ferraty: łatwiejszą Apollofalter A/B i trudniejszą Reisenboulder C/D. Wzniesienie wyraźnie wydzielają dobrze wykształcone doliny rzeczne: od zachodu wzniesienie oddzielone jest doliną Bleicheteichwasser, od wschodu doliną Landwasser, a od bliźniaczych wzniesień Stumpfeberg i Hofeberg oddzielone jest niewielkimi  siodłami. Położenie wzniesienia, kształt i wyraźnie podkreślona część szczytowa czynią wzniesienie  rozpoznawalnym w terenie.
- Wzniesienie zaliczane jest do Korony Sudetów Niemieckich.

## Geologia

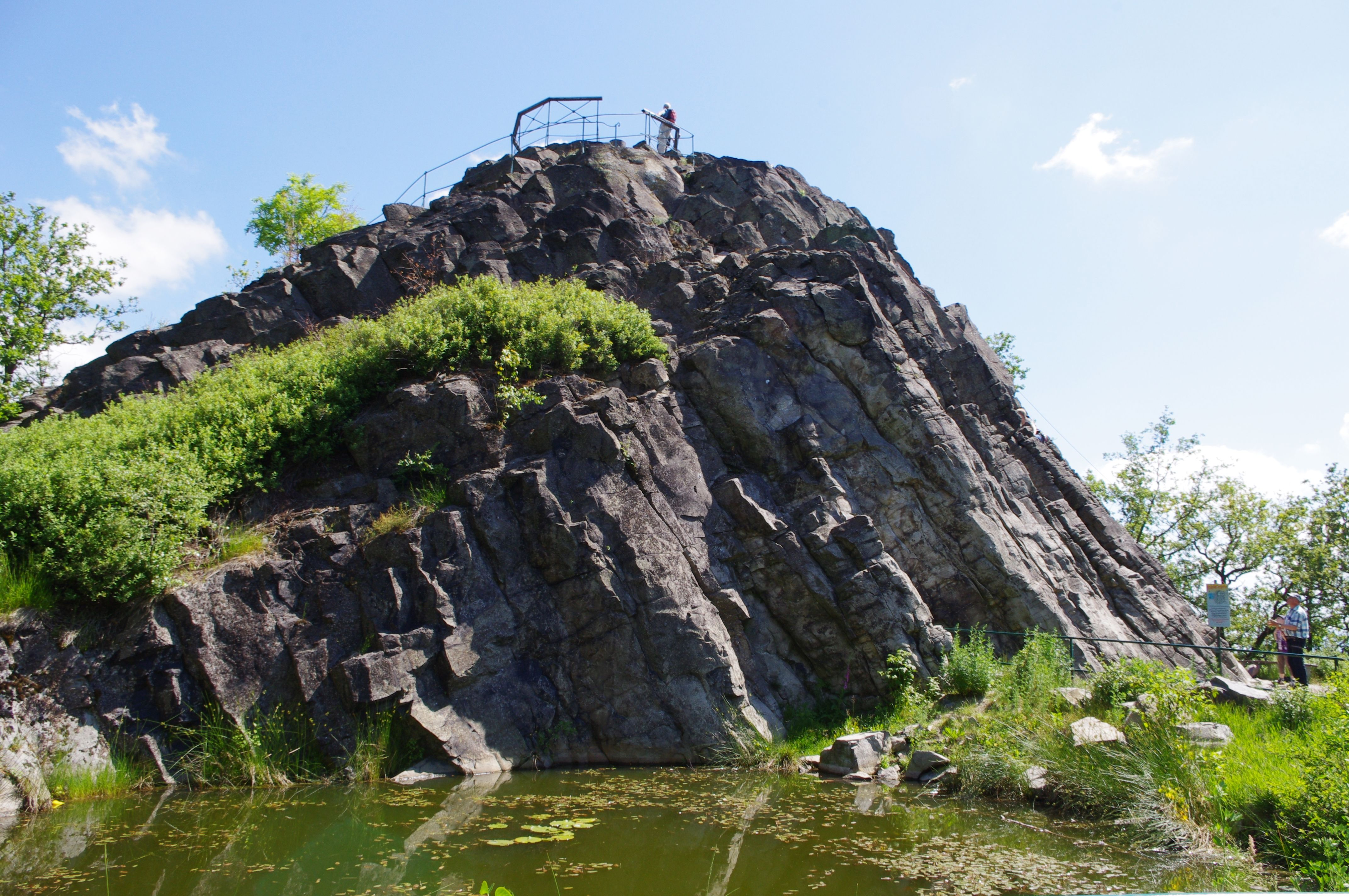
Ukośne ustawione kolumny skalne

Wzniesienie powstało w okresie miocenskim w wyniku aktywności wulkanicznej na wyżynie czeskiej, działalność tych procesów rozciągnęła się na Górne Łużyce. W wyniku tych działań powstały liczne wzniesienia wulkaniczne, takie jak Luż lub Spitzberg. Podłoże tufów i bazanitu nefelinowego pokryła w pierwszej kolejności warstwa bazaltowej lawy o grubości do 100 metrów. Następnie płaszcz lawy został przełamany strumieniami lawy fonolitowej. Ostatecznie uformowanie wygasłego wulkanu nastąpiło w okresie zlodowaceń. Lodowiec ściął stożkowe wierzchołki góry i uformował piarżyste zbocza na (lessowych) stokach. Skała szczytowa Spitzbergu składa się całkowicie z fonolitu, który głównie występuje w północnej części wzniesienia w ukośne ustawionych kolumnach o średnicy do metra a na południowym wschodzie występuje płytka warstwa. Szczyt i zbocza wzniesienia pokrywa niewielkiej grubości warstwa młodszych osadów glin, żwirów, piasków i lessów z okresu zlodowaceń plejstoceńskich i osadów powstałych w chłodnym, peryglacjalnym klimacie. Bazalt na północnym i zachodnim zboczu góry przechodzi z brązowych do ciemnofioletowych barw, które nadają glebie czerwonawy odcień.

## Historia
Góra po raz pierwszy została udokumentowana w 1596 r. w księdze (niem. Schoppenbu) w Oberoderwitz.  Przyrodnik i geolog Nathanael Gottfried Leske podczas jednej z  podróży przez Górne Łużyce około 1785 r. odwiedził Spitzberg i opisał budowę geologiczną wzniesienia. Od 1850 r. do końca XIX w. na  północno-wschodnim zboczu Spitzbergu funkcjonował kamieniołom, po działalności kamieniołomu pozostały wyrobiska w postaci stromej ściany na północno-wschodnim zboczu poniżej szczytu i staw na szczytowym płaskowyżu. Wydobywany kamień z kamieniołomu został wykorzystany między innymi do budowy kościoła w Niederoderwitz. Góra w połowie XIX wieku ze względu na wspaniałe widoki wyłaniające się ze szczytu, stała się popularnym celem wycieczek. Wejście na szczyt w tym czasie było niebezpieczne, o czym świadczy fakt, że przyszłego króla saskiego Fredricha Augusta II musieli z góry sprowadzić dwaj tubylcy. W 1860 r. wyrównano skalisty grzbiet i utworzono miejsca widokowe. W 1882 r. powstało Stowarzyszenie Góry Oderwitz, które wytyczyło ścieżki na szczyt i zabudowało balustrady oraz opiekowało się wzniesieniem jako terenem rekreacyjnym. W 1904 r. na Spitzbergu Oberoderwitz spotkali się reprezentanci wszystkich klubów górskich Środkowych Niemiec i Śląska. W latach 1862–1890 przeprowadzono triangulację Saksonii (niem. Royal Saxon). W 1864 r. na szczycie wzniesienia założono punkt osnowy geodezyjnej) drugiego rzędu. W tym celu na najwyżej położonej skale na platformie widokowej osadzono okrągły filar o średnicy 49 centymetrów i wysokości 1,2 metra. Na kolumnie umieszczono napis: ”Station Spitzberg der Königlich – Sächsische Triangulirung 1864” Station 43 – Vermessungs II. Ordnung) pol. Stacja Spitzberg Triangulacji Królestwa Saksonii – 1864. Punkt nr 43 – II rzędu. ". Wyraz Königlich, który w międzyczasie usunięto z obelisku, został przywrócony w 2010 roku. W 1891 r. na szczytowym płaskowyżu zbudowano schronisko Spitzbergbaude, które z czasem uległo zniszczeniu zostało odbudowane, które po zawaleniu odbudowano w latach 60. XX wieku. W 1922 r, na północnym zboczu wzniesienia, zbudowano skocznię narciarską, na której w 1936 r. odbył się pierwszy w Niemczech konkurs skoków na sztucznej nawierzchni. Ponadto powstał naturalny tor saneczkowy, na którym w latach pięćdziesiątych rozegrano zawody saneczkowe. Skaliste zbocze Spitzbergu posiada idealne warunki dla wspinaczki. W 1930 roku pokonano 13 pierwszych dróg wspinaczkowych na szczyt. W 1952 r. założono sekcję wspinaczkową Oderwitz i wytyczono na północnym i wschodnim skalistym zboczu wzniesienia osiem dróg wspinaczkowych. W 1964 r. zainstalowano na drogach wspinaczkowych pierwsze haki wspinaczkowe. W 2001 r. na Oderwitz Spitzberg utworzono obszar wspinaczki sportowej, który został otwarty 25 maja 2003 roku. Obecnie ma ponad 90 tras o poziomach trudności od 1 do 9 w skali UIAA. Na wschodnim zboczu wzniesienia,  w 1995 r. otwarto znany letni tor saneczkowy. Na jego terenie w dniu 12 października 1998 r. otwarto także oficjalną stację pomiarową. W 2001 roku tor saneczkowy otrzymał nagrodę środowiskową za zaangażowanie w projekt ochrony przyrody na tym obszarze.

## Ekologia
Szczytowe zbocza góry od 1935 roku stanowią pomnik przyrody i są objęte ochroną. W porównaniu z niżej położonymi partiami wzniesieniami, roślinność w partii szczytowej ma znaczne uboższe warunki. Znaczna część górnego zbocza została obsadzona świerkami. Natomiast na południowym zboczu dominują: dęby szypułkowe, brzoza i jarzębina, natomiast roślinność gruntową tworzą gatunki lubiące kwaśne podłoże, takie jak: borówka czarna, śmiałek pogięty, pszeniec zwyczajny, jastrzębiec baldaszkowy i konwalijka. W miejscach nasłonecznionych, na skrajach lasu, występuje: traganek szerokolistny, konwalia majowa, groszek leśny i malina kamionka. Na łąkach na zachodnim zboczu występują: dzwonek szczeciniasty, oman wierzbolistny, koniczyna kasztanowata, biedrzeniec wielki, świerząbek korzenny, świerząbek korzenny, arnika górska i poziewnik miękkowłosy. W cieniu północnego zbocza rosną: jesion, czeremcha zwyczajna, wiąz górski i leszczyna pospolita. Jako typowe gatunki preferujące bazaltowe podłoże rozwijają się tutaj: wawrzynek, szczyr trwały, miodunka plamista i perłówka zwisła. Rośliny na średnich wysokościach są tu reprezentowane przez bez koralowy i starzec Fuchsa. Występują tu także w zacienionych miejscach paprocie, takie jak zanokcica północna i paprotka zwyczajna. Zbocza wzniesienia położone poniżej poz 440 m n.p.m. zajmują łąki i pola uprawne.

## Ciekawostki
- Na szczycie u podnóża większej skały znajduje się oczko wodne z liliami wodnymi.
- W przeszłości cała góra stanowiła wielki kompleks sportowy z torem saneczkowym, skocznią, i trasami wspinaczkowymi.

## Turystyka
Na szczyt prowadzi droga oraz szlaki turystyczne:
- żółty prowadzący z  Leutersdorf i Oberordewitz.
- zielony prowadzący z Oberordewitz i Spitzkunnersdorf.
- Na szczytowym płaskowyżu znajduje się schronisko Spitzbergbaude.
- Na szczycie znajdują się dwa punkty widokowe z których rozciąga się pełna panorama od Gór Łużyckich aż po, Góry Izerskie i wierzchołki Karkonoszy.